# Loboglossa biimpressa
Loboglossa biimpressa là một loài bọ cánh cứng trong họ Mycteridae. Loài này được Pic miêu tả khoa học năm 1920.